# Orangestrupig parakit
Orangestrupig parakit (Brotogeris jugularis) är en fågel i familjen västpapegojor inom ordningen papegojfåglar.

## Utseende
Orangestrupig parakit är en liten papegojfågel med övervägande grön fjäderdräkt. På skuldrorna är den bronsfärgad. Den orangefärgade fläcken på hakan som gett arten dess namn är mycket svår att se i fält. Den ses ofta med elfenbensparakiten, men denna är mycket större och mer långstjärtad. Flykten är bågformad, ej direkt som hos större parakiter.

## Utbredning och systematik
Orangestrupig parakit förekommer i Centralamerika och norra Sydamerika. Den delas in i två underarter med följande utbredning:
- Brotogeris jugularis jugularis – förekommer från tropiska sydvästra Mexiko till norra Colombia och nordvästra Venezuela
- Brotogeris jugularis exsul – förekommer i östra Colombia och västra Venezuela

## Levnadssätt
Orangestrupig parakit hittas i fuktiga låglänta områden, helst i skogsdungar och i rätt öppna områden med häckar och högre träd. Den kan också ses i städer och byar. Fågeln påträffas vanligen i par eller små snabbt flygande flockar. Den ses vid fruktbärande och blommande träd, ofta tillsammans med elfenbensparakiten.

## Status och hot
Arten har ett stort utbredningsområde, men tros minska i antal, dock inte tillräckligt kraftigt för att den ska betraktas som hotad. Internationella naturvårdsunionen IUCN listar arten som livskraftig (LC).

## Bildgalleri

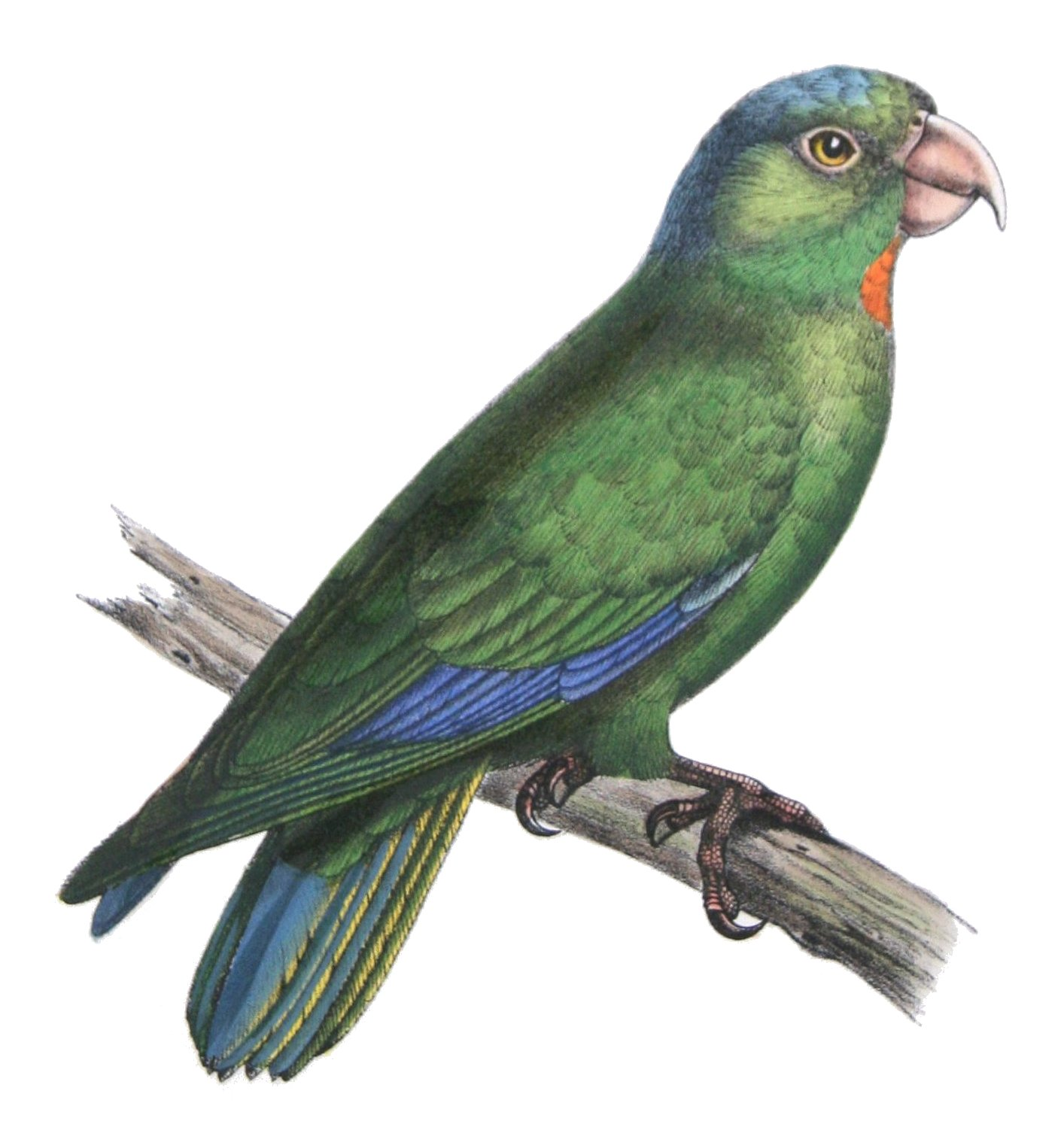
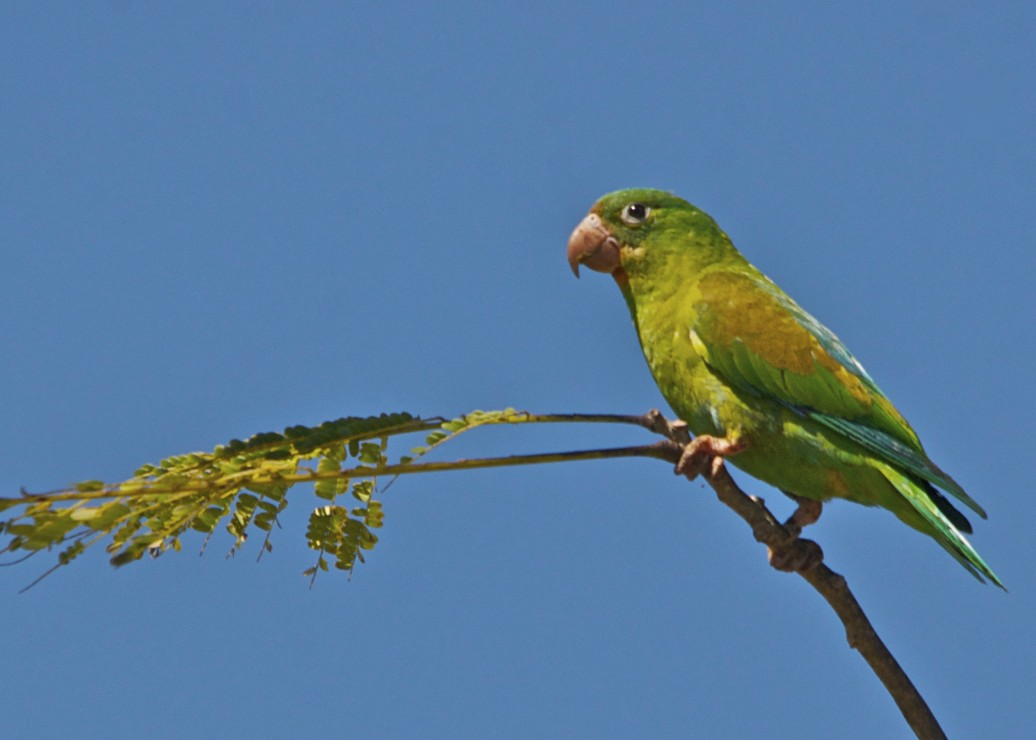
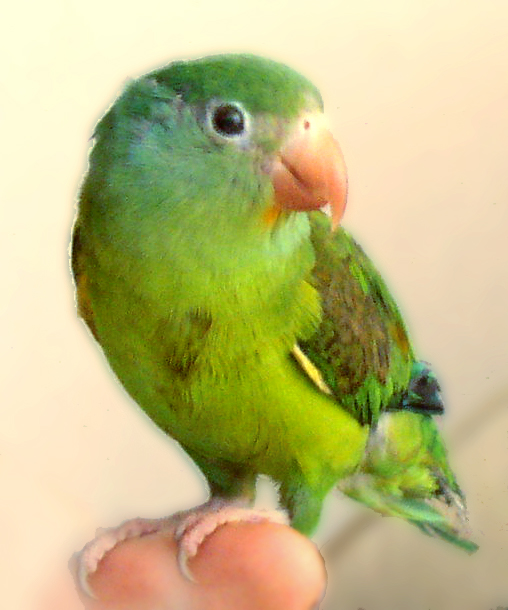
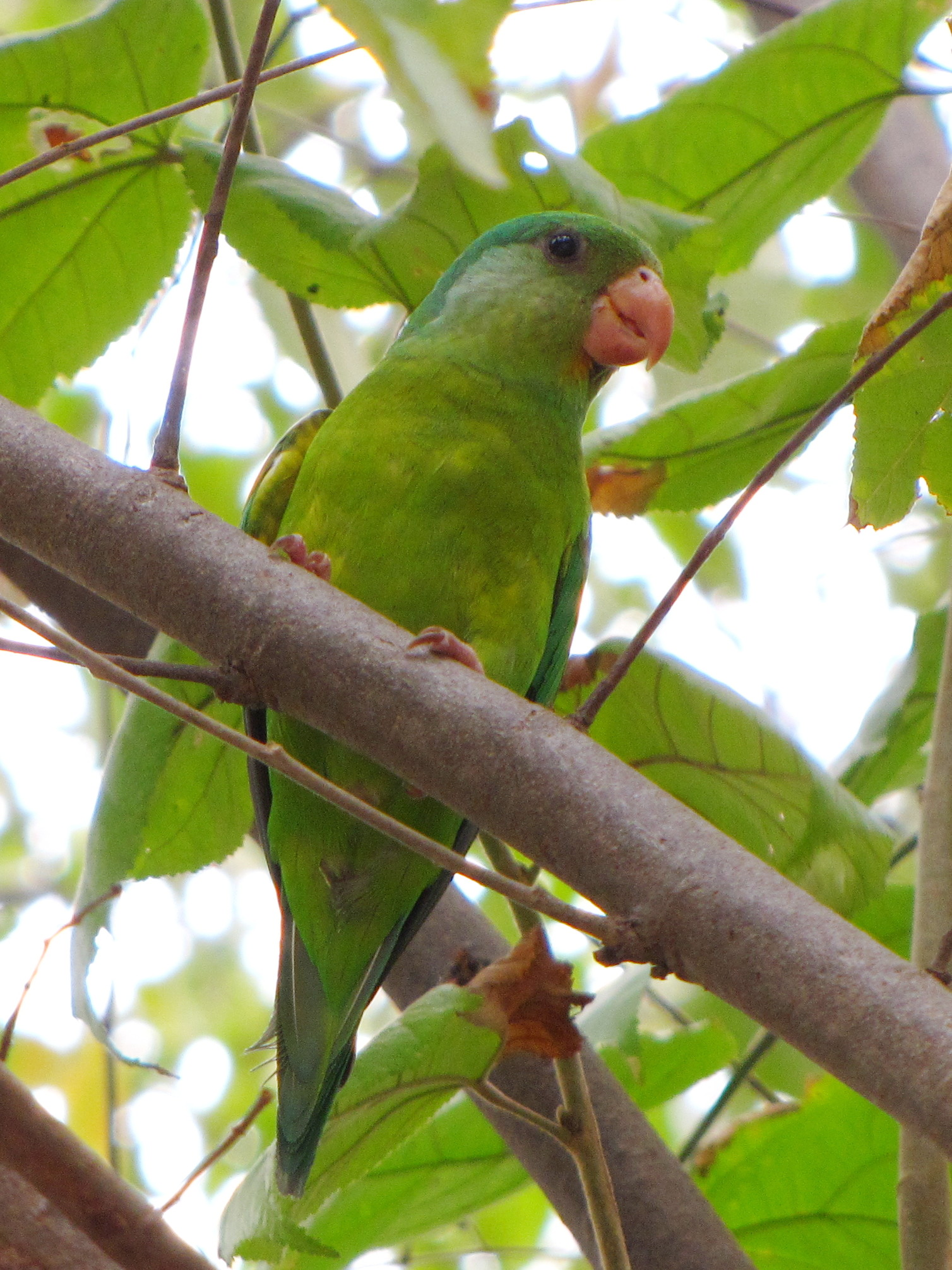
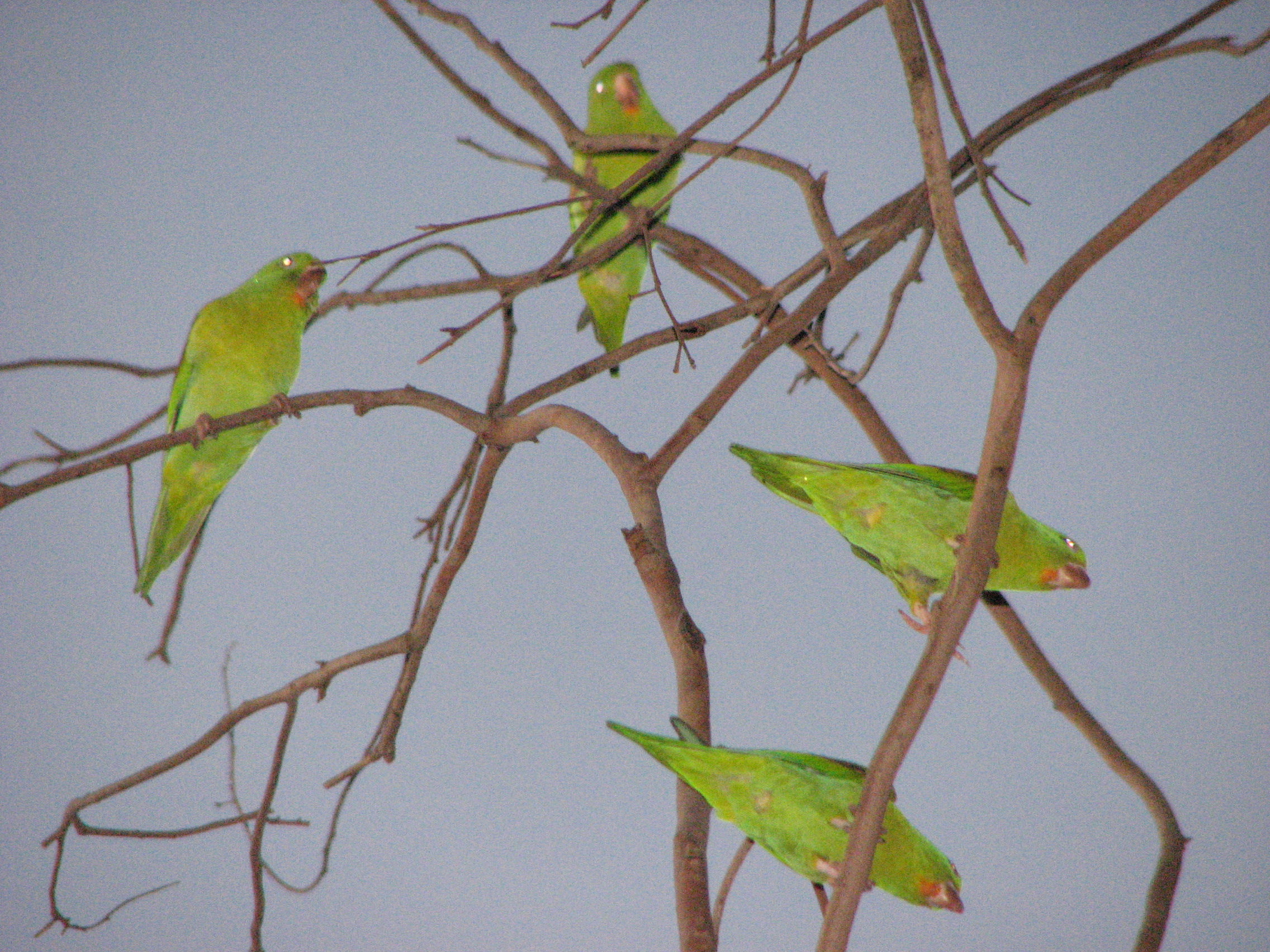